# 2019년 한국시리즈
2019 신한은행 MY CAR KBO 한국시리즈는 2019년 10월 22일부터 10월 26일까지 펼쳐진 2019년 KBO 리그의 챔피언 결정전이다. 대진은 2019년 KBO 리그 정규 시즌 1위 팀으로 통산 6번째 우승이자 3년 만에 통합 우승에 도전하는 두산 베어스와 플레이오프 승리팀으로 2014년 이후 5년 만에 한국시리즈 무대에 올라와 창단 첫 우승에 재도전하는 키움 히어로즈의 7전 4선승제 대결로써 KBO 리그 출범 후 처음으로 서울특별시 연고 팀들끼리 붙는 한국시리즈로 펼쳐졌다.
결과는 총 4차전을 치러 두산 베어스가 4승 무패로 승리를 거뒀고, 3년 만의 한국시리즈 우승이자 통산 6회 우승을 달성했다. 한국시리즈 MVP는 18타수 6안타(333) 1홈런 6타점, 1차전 끝내기 안타와 4차전 결승타로 활약하며 기자단 투표 69표 중 36표를 획득한 두산의 1루수 오재일이 선정됐다.

## 정규 시즌
- 두산 베어스와 SK 와이번스는 승, 무, 패, 승률이 모두 동일하지만 두산 베어스가 SK 와이번스와의 상대 전적이 9승 7패로 앞서므로 1위를 차지했다.

| 순위 | 구단          | 경기 | 승 | 무 | 패 | 승률  | 승차 |
| ---- | ------------- | ---- | -- | -- | -- | ----- | ---- |
| 1위  | 두산 베어스   | 144  | 88 | 1  | 55 | 0.615 | 0.0  |
| 2위  | SK 와이번스   | 144  | 88 | 1  | 55 | 0.615 | 0.0  |
| 3위  | 키움 히어로즈 | 144  | 86 | 1  | 57 | 0.601 | 2.0  |
| 4위  | LG 트윈스     | 144  | 79 | 1  | 64 | 0.552 | 9.0  |
| 5위  | NC 다이노스   | 144  | 73 | 2  | 69 | 0.514 | 14.5 |
| 6위  | kt 위즈       | 144  | 71 | 2  | 71 | 0.500 | 16.5 |
| 7위  | KIA 타이거즈  | 144  | 62 | 2  | 80 | 0.437 | 25.5 |
| 8위  | 삼성 라이온즈 | 144  | 60 | 1  | 83 | 0.420 | 28.0 |
| 9위  | 한화 이글스   | 144  | 58 | 0  | 86 | 0.403 | 30.5 |
| 10위 | 롯데 자이언츠 | 144  | 48 | 3  | 93 | 0.340 | 39.0 |

## KBO 포스트시즌 대진표
|  | 와일드카드 결정전 | 와일드카드 결정전 | 와일드카드 결정전 |  |  | 준플레이오프 | 준플레이오프  | 준플레이오프 |  |  | 플레이오프 | 플레이오프    | 플레이오프 |  |  | 한국시리즈 | 한국시리즈    | 한국시리즈 |
|  |                   |                   |                   |  |  |              |               |              |  |  |            |               |            |  |  |            |               |            |
|  |                   |                   |                   |  |  |              |               |              |  |  |            |               |            |  |  | 1          | 두산 베어스   | 4          |
|  |                   |                   |                   |  |  |              |               |              |  |  | 2          | SK 와이번스   | 0          |  |  | 3          | 키움 히어로즈 | 0          |
|  |                   |                   |                   |  |  | 3            | 키움 히어로즈 | 3            |  |  | 3          | 키움 히어로즈 | 3          |  |  |            |               |            |
|  | 4                 | LG 트윈스         | 1(+1)             |  |  | 4            | LG 트윈스     | 1            |  |  |            |               |            |  |  |            |               |            |
|  | 5                 | NC 다이노스       | 0                 |  |  |              |               |              |  |  |            |               |            |  |  |            |               |            |

### 와일드카드 결정전
지난 시즌 10위의 불명예를 얻었지만 이번 시즌 5위로 가을 야구에 돌아온 NC 다이노스와 정규 시즌 4위로 3년 만에 가을 야구에 진출한 LG 트윈스가 맞붙은 와일드카드 결정전에서는 4위로 1승의 어드벤티지를 얻은 LG 트윈스가 3:1로 승리를 거두며 와일드카드 결정전을 1차전에서 마무리하고 준플레이오프에 진출했다. MVP는 6.2이닝 3피안타(1피홈런) 1사사구 1실점 3K를 기록한 LG 트윈스의 켈리에게 돌아갔다.

### 준플레이오프
준플레이오프에서는 와일드카드 결정전에서 5위 NC 다이노스를 꺾고 올라온 4위 LG 트윈스와 지난 시즌에 이어서 2년 연속 준플레이오프에 진출한 3위 키움 히어로즈가 맞붙었다. 1~2차전을 짜릿한 끝내기 승리로 장식한 키움 히어로즈는 3차전을 내줬지만 4차전에서 10명의 투수를 쓰는 총력전까지 펼치며 4차전을 승리해 시리즈 전적 3승 1패로 플레이오프에 진출하는데 성공했다. 시리즈 MVP는 1차전 끝내기 홈런을 포함해 16타수 6안타 3홈런 6타점, 타율 .375로 활약한 키움 히어로즈의 내야수 박병호가 차지했다.

### 플레이오프
플레이오프에서는 준PO 승리팀인 3위 키움 히어로즈와 1위 두산 베어스와 승, 무, 패 기록이 모두 같지만 상대 전적에서 열세를 보여 정규리그 2위가 된 SK 와이번스가 맞붙었다. 지난해 플레이오프의 리턴 매치로 진행됐다. 장기전이 될 것이라는 예상과는 달리 키움 히어로즈의 투타 밸런스가 매우 뛰어났고 그 결과 시리즈 전적 3승으로 2014 시즌 이후 5년만에 한국시리즈에 진출하는데 성공했다. 시리즈 MVP는 타율 .533(15타수 8안타) 3타점 4득점으로 맹활약한 키움 히어로즈의 외야수 이정후가 차지했다.

## 출장자 명단
| 팀            | 선수 명단 |
| 두산 베어스   | - 감독 - 김태형 - 코치 - 강석천, 김원형, 이도형, 조인성, 조성환, 김민재, 강동우, 고영민 - 투수 - 함덕주, 김승회, 권혁, 배영수, 유희관, 린드블럼, 윤명준, 후랭코프, 이용찬, 이현승, 이영하, 최원준, 이형범 - 포수 - 장승현, 박세혁, 이흥련 - 내야수 - 페르난데스, 허경민, 이유찬, 류지혁, 오재원, 오재일, 김재호, 최주환 - 외야수 - 국해성, 정진호, 정수빈, 김재환, 박건우, 김인태 |
| 키움 히어로즈 | - 감독 - 장정석 - 코치 - 허문회, 나이트, 오윤, 조재영, 강병식, 홍원기, 마정길, 박도현 - 투수 - 한현희, 브리검, 조상우, 오주원, 김태훈, 최원태, 김성민, 김상수, 이승호, 윤영삼, 양현, 안우진, 요키시, 이영준 - 포수 - 주효상, 박동원, 이지영 - 내야수 - 김혜성, 김웅빈, 김하성, 김지수, 서건창, 장영석, 박병호, 송성문 - 외야수 - 박정음, 김규민, 샌즈, 이정후, 예진원             |

## 경기 기록
| 일시                                                              | 경기  | 원정팀(선공)  | 스코어 | 홈팀(후공)    | 개최 구장             | 개시 시각 | 관중수          | 경기 MVP             |
| ----------------------------------------------------------------- | ----- | ------------- | ------ | ------------- | --------------------- | --------- | --------------- | -------------------- |
| 10월 22일(화)                                                     | 1차전 | 키움 히어로즈 | 6 - 7  | 두산 베어스   | 서울종합운동장 야구장 | 18시 30분 | 25,000명 (매진) | 오재일 (두산 베어스) |
| 10월 23일(수)                                                     | 2차전 | 키움 히어로즈 | 5 - 6  | 두산 베어스   | 서울종합운동장 야구장 | 18시 30분 | 25,000명 (매진) | 박건우 (두산 베어스) |
| 10월 25일(금)                                                     | 3차전 | 두산 베어스   | 5 - 0  | 키움 히어로즈 | 고척스카이돔          | 18시 30분 | 16,300명 (매진) | 박세혁 (두산 베어스) |
| 10월 26일(토)                                                     | 4차전 | 두산 베어스   | 11 - 9 | 키움 히어로즈 | 고척스카이돔          | 14시 00분 | 16,300명 (매진) | 오재원 (두산 베어스) |
| 우승 : 두산 베어스 (6번째), 한국시리즈 MVP : 오재일 (두산 베어스) |       |               |        |               |                       |           |                 |                      |

## 한국시리즈 경기

### 1차전
2019년 10월 22일 - 서울종합운동장 야구장
| 팀                                                            | 1 | 2 | 3 | 4 | 5 | 6 | 7 | 8 | 9 | R | H  | E | B |
| 키움 히어로즈                                                 | 1 | 0 | 0 | 0 | 0 | 3 | 2 | 0 | 0 | 6 | 9  | 3 | 5 |
| 두산 베어스 ◄                                                 | 0 | 2 | 0 | 4 | 0 | 0 | 0 | 0 | 1 | 7 | 12 | 1 | 4 |
| 승리 투수: 이용찬 패전 투수: 오주원 세이브: 없음 홀드: 이현승 |   |   |   |   |   |   |   |   |   |   |    |   |   |

- 애국가 : 멜로망스
- 시구 : 임채청 소방장 / 시타 : 권하나 소방교
- 1차전 MVP : 두산 오재일 - 5타수 2안타 1타점 (9회말 끝내기 안타)
  - 두산 오재일, 한국시리즈 역대 9번째 끝내기 안타 (PS 역대 30번째)
  - 두산 김태형 감독, 한국시리즈 역대 5번째 퇴장 (PS 7번째 퇴장 / 사유 - 비디오 판독 결과 항의)

1차전에서 두산은 린드블럼, 키움은 요키시가 각각 선발 등판했다. 키움은 1회초 2사 2루에서 박병호의 적시타로 선취 득점을 얻었으나, 두산이 2회말 1사 만루에서 김재호의 밀어내기 볼넷과 박세혁의 적시타로 2득점해 역전에 성공했고, 4회말에는 허경민의 안타와 요키시의 보크, 최주환의 땅볼로 만들어진 1사 3루에서 김재호의 적시타가 터졌다. 2사 후 2루 주자가 된 김재호는 박건우의 타구를 빠트린 김웅빈의 실책 때 홈으로 뛰어들어 득점에 성공했다. 이어진 공격에서 페르난데스의 2타점 2루타까지 터진 두산은 6:1로 달아나며 경기의 주도권을 잡았다. 하지만 키움은 린드블럼이 내려간 뒤 두산의 불펜을 공락하며 6회초 무사 1-2루에서 샌즈의 적시타, 1사 만루에서 상대 야수 선택과 김혜성의 희생플라이로 3득점하며 반격에 나셨고, 7회초 1사 2-3루에서 샌즈의 내야땅볼 타점과 대타 송성문의 적시타로 2점을 내며 동점을 만드는데 성공했다. 이렇게 이어진 승부는 9회말 갈렸다. 9회말 두산은 선두타자 박건우가 유격수 김하성의 뜬공 실책으로 출루했고, 정수빈의 번트안타, 1사 후 김재환의 볼넷으로 만루 찬스를 잡았다. 여기서 오재일은 중견수 키를 넘기는 끝내기 안타를 터트리며 두산이 한국시리즈 1차전 기선 제압에 성공했다.

### 2차전
2019년 10월 23일 - 서울종합운동장 야구장
| 팀 | 1 | 2 | 3 | 4 | 5 | 6 | 7 | 8 | 9 | R | H | E | B |
| 키움 히어로즈 | 1 | 1 | 0 | 0 | 0 | 3 | 0 | 0 | 0 | 5 | 9 | 1 | 4 |
| 두산 베어스 ◄ | 0 | 0 | 0 | 2 | 0 | 0 | 0 | 1 | 3 | 6 | 9 | 1 | 4 |
| 승리 투수: 김승회 패전 투수: 한현희 세이브: 없음 홀드: 조상우, 양현, 이영준 홈런: 두산 – 오재일(이승호 상대 4회 2점) |   |   |   |   |   |   |   |   |   |   |   |   |   |

- 애국가 : 가수 김나영
- 시구 : 배우 이다희
- 2차전 MVP : 두산 박건우 - 5타수 2안타 1타점(9회말 끝내기 안타)
  - 두산 박건우, 한국시리즈 역대 10번째 끝내기 안타 (PS 역대 31번째)
  - 두산, 한국시리즈 사상 최초 이틀 연속 끝내기 승리 (PS 역대 3번째)

2차전에서 두산은 이영하, 키움은 이승호가 각각 선발 등판했다. 1차전에 이어 선취점은 키움의 몫이었다. 키움은 1회와 2회 두 번의 무사 1-3루 찬스에서 희생플라이로 차곡차곡 득점을 하며 앞서나갔으나, 두산이 4회말 2사 1루에서 터진 오재일의 동점 2점 홈런으로 원점으로 돌렸다. 하지만 키움은 6회초 공격에서 1사 1루에서 박병호의 1타점 2루타, 이어진 1-2루에서 송성문과 이지영의 연속 적시타로 3점을 올리며 이영하를 강판시켰다. 이 때까지만 해도 승기는 키움이 잡고 있었다. 그러나 두산은 8회말 1사 1-2루에서 페르난데스의 땅볼 타구를 상대 2루수 김혜성이 빠트리는 실책을 틈타 추격의 불씨가 되는 점수를 뽑은데 이어 9회말에는 키움 마무리 오주원을 상대로 무사 2-3루 찬스를 잡았고, 바뀐 투수 한현희를 상대로 김재호의 적시타와 대타 김인태의 희생플라이로 동점을 만들어내는데 성공했다. 그 뒤 폭투가 발생해 1사 2루가 된 상황에서 터진 박건우의 끝내기 안타로 두산이 1차전에 이어 2차전까지 극적인 끝내기 승리를 거두며 시리즈 2승을 챙기는데 성공했다.

### 3차전
2019년 10월 25일 - 고척스카이돔
| 팀 | 1 | 2 | 3 | 4 | 5 | 6 | 7 | 8 | 9 | R | H | E | B |
| 두산 베어스 ◄                                                                                            | 0 | 0 | 4 | 0 | 0 | 0 | 0 | 1 | 0 | 5 | 8 | 0 | 5 |
| 키움 히어로즈                                                                                            | 0 | 0 | 0 | 0 | 0 | 0 | 0 | 0 | 0 | 0 | 4 | 2 | 4 |
| 승리 투수: 후랭코프 패전 투수: 브리검 세이브: 이용찬 홀드: 없음 홈런: 두산 – 박건우(브리검 상대 3회 2점) |   |   |   |   |   |   |   |   |   |   |   |   |   |

- 애국가 : 가수 먼데이키즈
- 시구 : 문채원 (KBO 한국시리즈 시구자 공모 선정자)
- 3차전 MVP : 두산 박세혁 - 2타수 2안타 2타점 2볼넷 (4출루 경기, 3회초 결승 1타점 3루타)
  - 두산, 한국시리즈 역대 5번째 팀 싸이클링 히트(3회초 - 박세혁 3루타, 박건우 홈런, 김재환 단타, 오재일 2루타 / PS 5번째)
  - 두산 박세혁, 한국시리즈 역대 3번째 선발 포수 3루타(1984년 한국시리즈 7차전 한문연 이후 35년만의 기록 / PS 6번째)
  - 두산 김재환, 한 경기 최다 삼진(4개) 타이(KS 7번째, PS 4번째)

3차전에서 키움은 브리검, 두산은 후랭코프가 각각 선발 등판했다. 3차전은 경기 내내 두산의 분위기로 흘러갔다. 두산은 3회초 공격에서 선두타자 김재호가 몸에 맞는 공으로 출루한 상황에서 박세혁이 우측 선상으로 빠지는 1타점 3루타로 선취점을 안겨준데 이어 박건우의 2점 홈런, 2사 후 김재환의 안타와 오재일의 1타점 2루타로 대거 4점을 뽑아내며 기선을 제압했다. 반면 키움은 선발 브리검을 내리고 4회부터 불펜을 운영하며 추격을 노리고 있었으나 타선은 득점을 뽑지 못했다. 4회말 2사 만루 찬스 무산, 7회말은 무사 만루에서 박동원의 우익수 플라이 때 2루주자 샌즈의 주루미스로 더블플레이가 발생한 상황이 치명적이었다. 8회초 2사 3루에서 박세혁의 적시타로 송성문의 실책으로 살아나갔던 허경민이 득점하며 쐐기를 박은 두산은 6이닝 무실점의 선발 후랭코프와 7회말 무사 만루 위기를 넘기며 남은 3이닝을 책임진 이용찬의 호투까지 더해지며 시리즈 3연승으로 3년만에 통합 우승에 1승만을 남겨두게 되었다.

### 4차전
2019년 10월 26일 - 고척스카이돔
| 팀                                                                              | 1 | 2 | 3 | 4 | 5 | 6 | 7 | 8 | 9 | 10 | R  | H  | E | B |
| 두산 베어스 ◄                                                                   | 0 | 3 | 0 | 1 | 5 | 0 | 0 | 0 | 0 | 2  | 11 | 14 | 3 | 7 |
| 키움 히어로즈                                                                   | 2 | 6 | 0 | 0 | 0 | 0 | 0 | 0 | 1 | 0  | 9  | 12 | 0 | 5 |
| 승리 투수: 이용찬 패전 투수: 브리검 세이브: 배영수 홀드: 이형범, 이현승, 윤명준 |   |   |   |   |   |   |   |   |   |    |    |    |   |   |

- 애국가 : 가수 해나
- 시구 : 장성규 (방송인)
- 4차전 MVP : 두산 오재원 - 5타수 3안타 3타점
  - 키움, 포스트시즌 팀 최다 투수 출장 신기록 (11명)
  - 두산 김재환, 한국시리즈 경기 최다 4구 타이기록 (3개, 18번째)
  - 두산 배영수, 한국시리즈 최다 출장 경기 신기록 (24경기), 한국시리즈 역대 최고령 세이브 신기록(만 38세 5개월 22일)
  - 한국시리즈 한 경기 최다 2루타 신기록 (9개 - 키움 4개, 두산 5개)
  - 포스트시즌 한 경기 최다 투수 출장 신기록 (20명 - 키움 11명, 두산 9명)

4차전에서 키움은 최원태, 두산은 유희관이 각각 선발 등판했다. 4차전은 화끈한 타격전으로 펼쳐졌다. 키움이 1회말 2사 2루에서 박병호의 타구를 유격수 김재호가 빠트리는 실책과 샌즈의 1타점 2루타로 2점을 뽑자 두산은 2회초 2사 후 4타자 연속 안타로 3점을 뽑아내며 뒤집었다. 이후 키움이 곧바로 2회말 공격에서 11명의 타자가 등장해 안타 4개, 볼넷 3개, 이정후의 스퀴즈 번트로 6점을 뽑아내자, 두산이 4회초 2사 1루에서 허경민의 1타점 2루타, 5회초에는 10명의 타자가 타석에 들어서 안타 4개와 사사구 3개(볼넷 2, 몸에 맞는 공 1)로 5득점으로 맞받아치며 전세를 뒤집었다. 두산은 시리즈 우승에 아웃카운트 하나를 남겼던 9회말 2사 만루에서 3루수 허경민이 실책을 저지르며 동점을 허용했지만, 10회초 2사 3루에서 오재일의 1타점 2루타와 김재환의 적시타로 2득점하여 9회말의 충격을 극복 했고, 다시 찾아온 시리즈 마무리 상황에서 10회말 1사에 올라온 배영수가 마지막 타자 샌즈를 투수땅볼로 처리하며 두산이 마침내 시리즈 4전 전승으로 3년 만의 통합 우승이자 통산 6번째 우승을 달성했다.
- 한국시리즈 MVP : 두산 오재일 - 18타수 6안타(타율 .333) 1홈런 6타점(1차전 9회말 끝내기 안타, 4차전 10회초 결승 1타점 2루타)

## 중계 일정
2019년 한국시리즈는 다음과 같은 방송사로부터 중계방송됐다.

### TV 중계
1차전
- KBS2 (캐스터 : 이광용 / 해설 : 장성호, 봉중근)

2차전
- SBS (캐스터 : 정우영 / 해설 : 이순철, 이승엽)

3차전
- MBC UHD (캐스터 : 김나진 / 해설 : 허구연)

4차전
- KBS2 (캐스터 : 이광용 / 해설 : 장성호, 봉중근)

## 같이 보기
- 2019년 일본 시리즈
- 2019년 월드 시리즈